# Hemphillia glandulosa
Hemphillia glandulosa är en snäckart som beskrevs av Bland och W. G. Binney 1872. Hemphillia glandulosa ingår i släktet Hemphillia och familjen skogssniglar. Inga underarter finns listade i Catalogue of Life.